# 금풍로
금풍로(Geumpung-ro)는 전북특별자치도 순창군 금과면 풍산사거리 와 방축삼거리잇는 전북특별자치도의 도로이다.

## 주요 경유지
전북특별자치도
- 순창군 (금과면 . 풍산면)

## 노선
| 이름        | 접속 노선                | 소재지 | 소재지 | 비고 |
| ----------- | ------------------------ | ------ | ------ | ---- |
| 풍산사거리  | 곡순로                   | 순창군 | 금과면 |      |
| 풍산 교차로 | 국도 제27호선 (옥순로)   | 순창군 | 풍산면 |      |
| 모정교      |                          | 순창군 | 금과면 |      |
| 방축 교차로 | 국도 제24호선 (죽향대로) | 순창군 | 금과면 |      |
| 방축삼거리  | 담순로 고례길            | 순창군 | 금과면 |      |

## 주요 건물 및 시설
- 농협 (금풍로 186/매우리 430-1)
- 농협 서순창농협 금과지점 (금풍로 186/매우리 매우리 430-1)
- 농협 서순창농협주유소 금과지점 (금풍로 188/매우리 430-8)
- 농협 순창하나로마트 풍산점 (금풍로 1021/반월리 9-6)
- 순창풍산우체국 (금풍로 1026/반월리 10-1)
- 풍산치안센터 (금풍로 1027/반월리 289-2)